# Березовка (Орічівський район)
Бере́зовка (рос. Берёзовка) — присілок у складі Орічівського району Кіровської області, Росія. Входить до складу Кучелапівського сільського поселення.
Населення становить 8 осіб (2010, 11 у 2002).
Національний склад станом на 2002 рік — росіяни 100 %.